# ヘリマン (ユタ州)
ヘリマン（Herriman）は、アメリカ合衆国ユタ州のソルトレイク郡にある都市。人口は5万5144人（2020年）。ソルトレイクシティ都市圏に含まれる。
ヘリマンは1999年に法人化した都市である。2000年アメリカ合衆国国勢調査によれば、人口は1,523人で実質的には農村であった。しかし、その後の発展は目覚ましく20年足らずの期間でソルトレイクシティの郊外都市に変貌した。

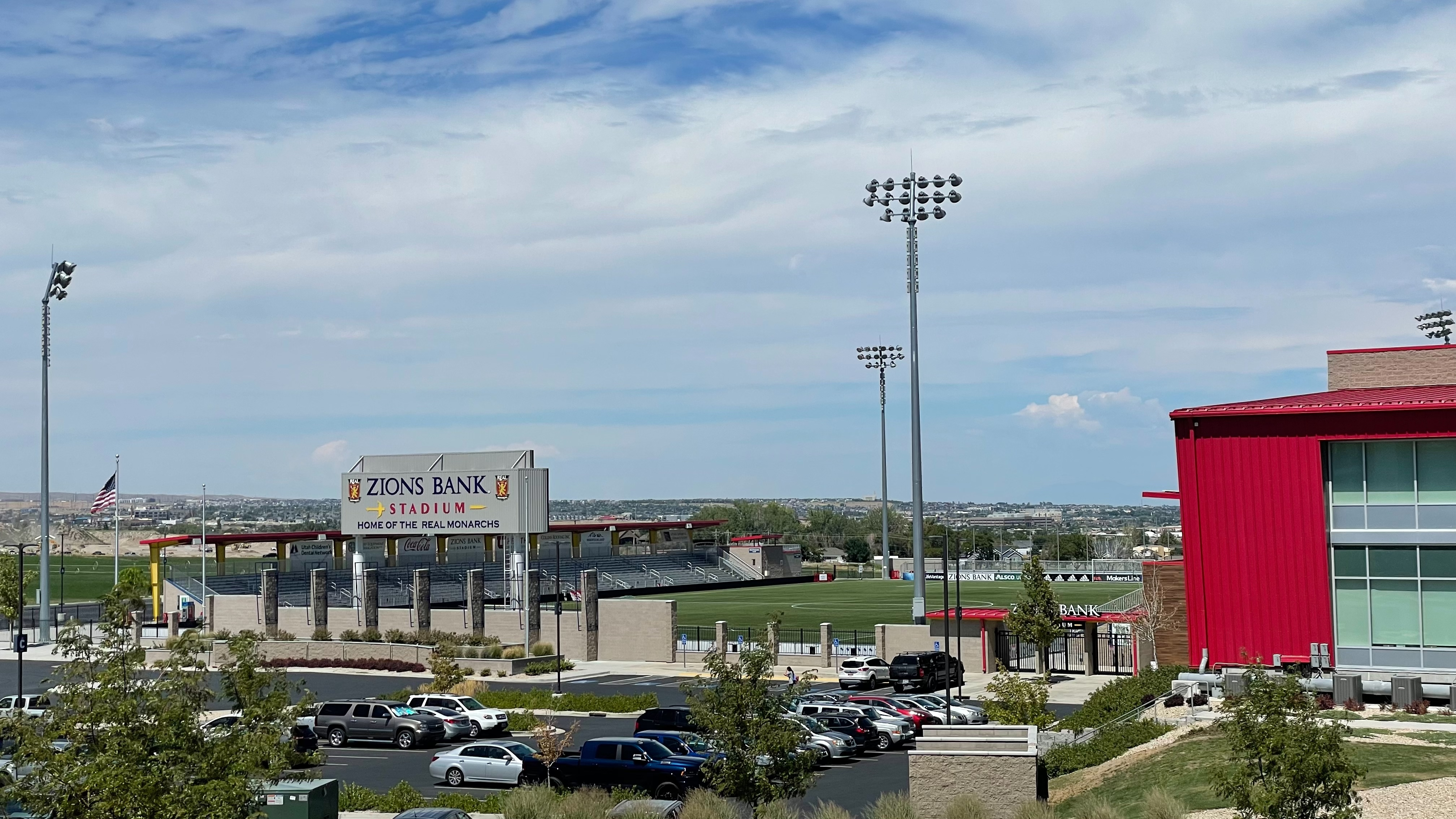
ザイオンズバンク・スタジアム